# Mr Rock & Roll
«Mr Rock & Roll» — другий сингл дебютного студійного альбому шотландської авторки-виконавиці Емі Макдональд — «This Is the Life». Сингл вийшов 16 липня 2007.

## Список композицій
CD-сингл
1. "Mr. Rock & Roll"
2. "Somebody New"

Грамофонна платівка
1. "Mr. Rock & Roll"
2. "What Is Love"

CD-сингл (Європа)
1. "Mr. Rock & Roll"
2. "Somebody New"
3. "Let's Start a Band"

CD-сингл (Німеччина)
1. "Mr. Rock and Roll"
2. "A Wish for Something More"
3. "Let's Start a Band"

Цифрове завантаження
1. "Mr. Rock & Roll"
2. "Mr. Rock & Roll" (акустична версія)

## Чарти
Тижневі чарти
| Чарт (2007-2009)                                             | Позиція |
| ------------------------------------------------------------ | ------- |
| Австрія (Ö3 Austria Top 40)                                  | 19      |
| Бельгія (Фландрія) (Ultratop)                                | 4       |
| Бельгія (Валлонія) (Ultratop)                                | 7       |
| Чехія (Rádio Top 100) (IFPI)                                 | 10      |
| Німеччина (GfK Entertainment Charts)                         | 21      |
| Нідерланди (Dutch Top 40) (MegaCharts)                       | 3       |
| Нідерланди (Single Top 100) (MegaCharts)                     | 7       |
| Норвегія (VG-lista)                                          | 14      |
| Польща (LP3)                                                 | 11      |
| Шотландія (Official Charts Company)                          | 1       |
| Швеція (Sverigetopplistan)                                   | 31      |
| Швейцарія (Schweizer Hitparade)                              | 3       |
| Велика Британія (UK Singles Chart) (Official Charts Company) | 12      |

## Сертифікація та продажі
| Країна                | Сертифікат (таблиця продажів та сертифікатів) | Продажі  |
| --------------------- | --------------------------------------------- | -------- |
| Бельгія (BEA)         | Золото                                        | +25,000  |
| Німеччина (BVMI)      | Золото                                        | +150,000 |
| Велика Британія (BPI) | Срібло                                        | +200,000 |